# Centro de convenções

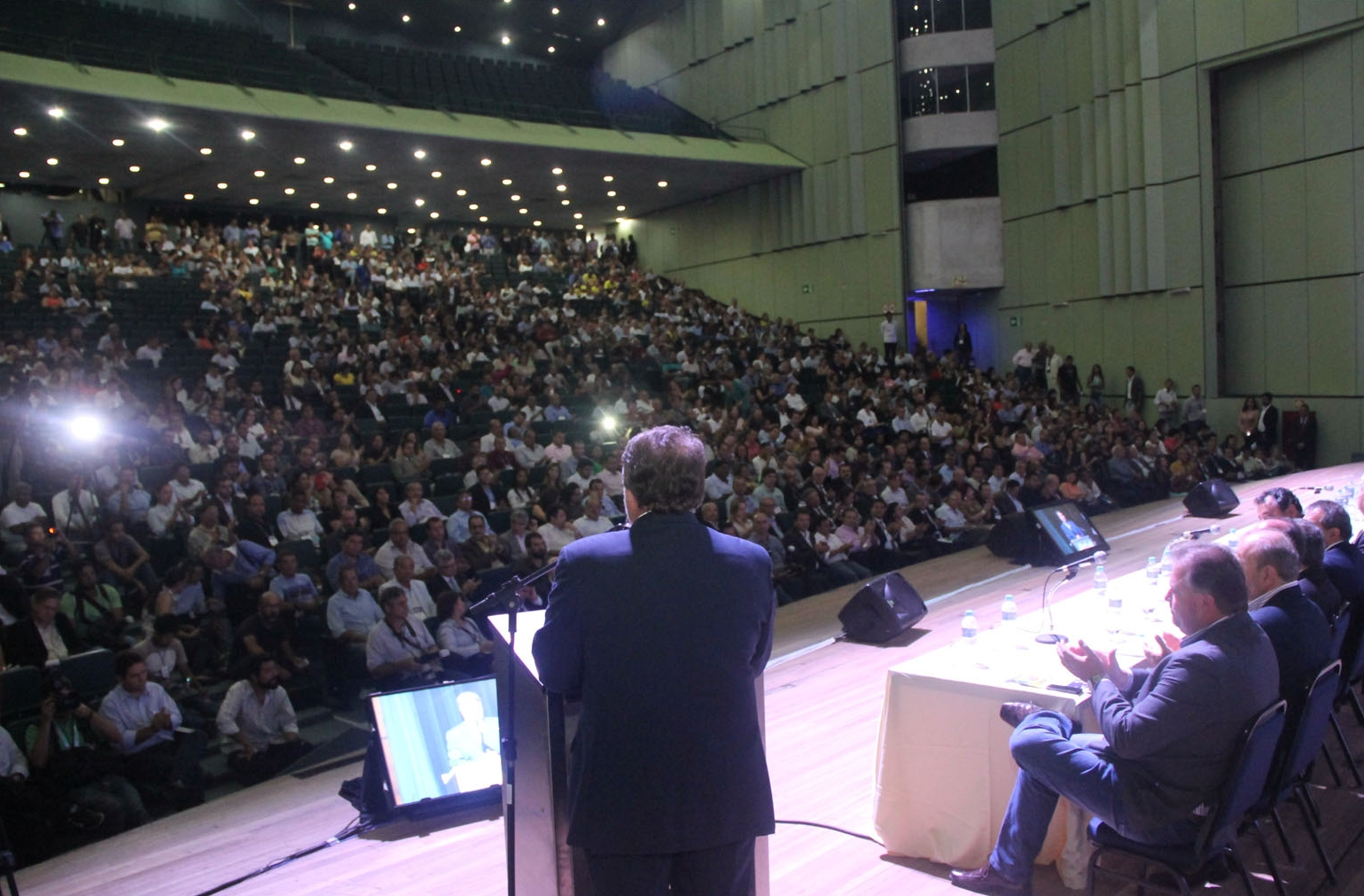
Teatro Guararapes, parte do complexo do Centro de Convenções de Pernambuco, no Brasil.

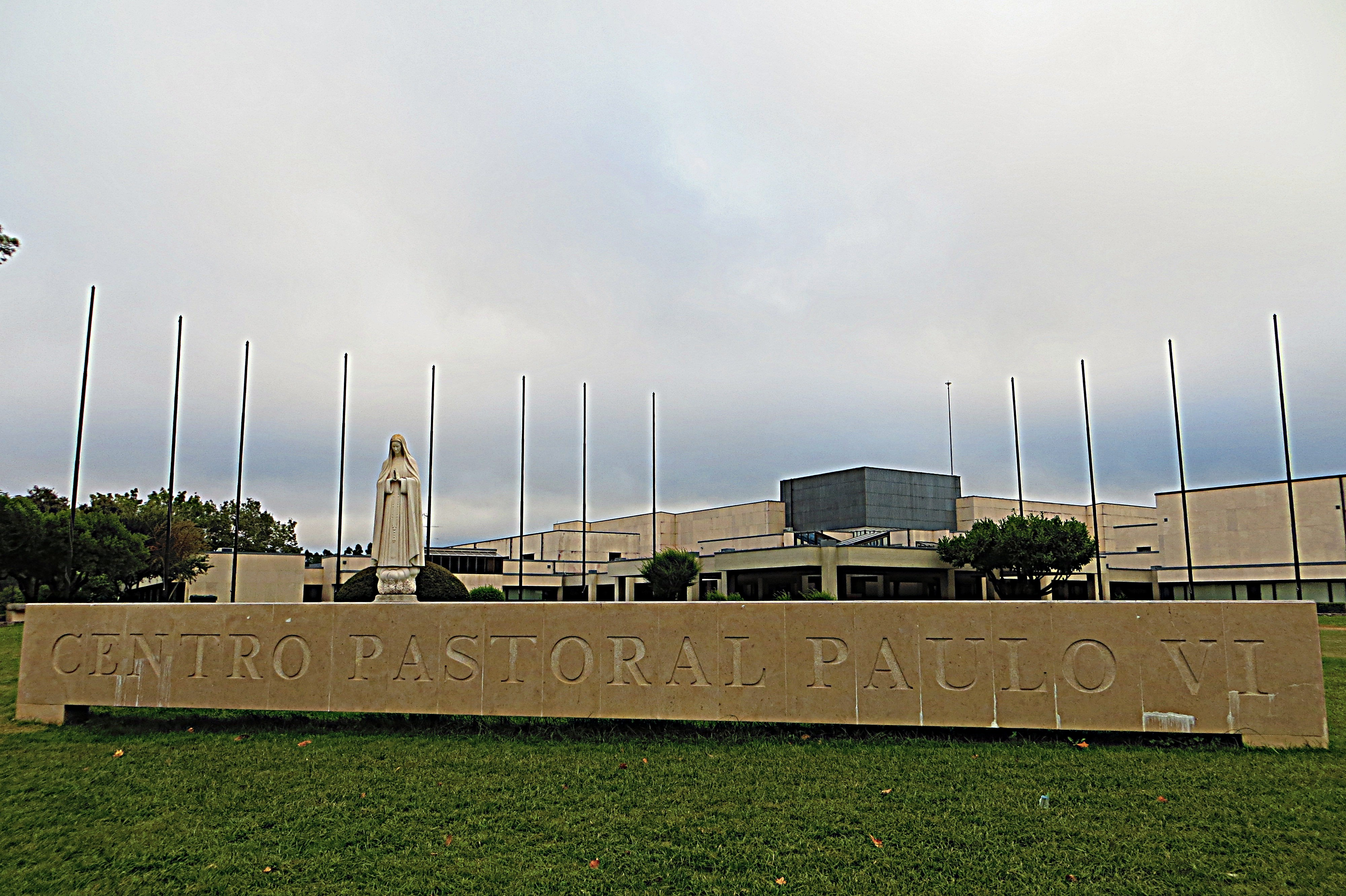
O Centro Pastoral Paulo VI em Fátima, Portugal.

Centro de convenções é o local onde se organizam eventos, palestras, feiras, shows ou congressos. Trata-se de grandes edifícios públicos com espaço bastante para acolher as empresas públicas e privadas em eventos sociais do município e áreas metropolitanas. Os grandes espaços adaptados a feiras são conhecidos como "centros de exposições" ou "parque de exposições", enquanto o termo "centro de convenção" é, também, por vezes empregado em referência aos locais e centros de exposições. "Centros de conferência" comumente designam locais menores destinados a palestras e reuniões.
Centros de convenções típicos oferecem espaço suficiente para acomodar vários participantes. Podem ser alugados para reuniões: conferências corporativas, da indústria, do comércio, shows, espetáculos e concertos. O maior centro de convenções do mundo é o McCormick Place, em Chicago, Estados Unidos da América.
Muitos se encontram em áreas de resorts, de modo a atrair mais visitantes para o município. Não é incomum grandes hotéis incluírem em sua área um centro de convenções.

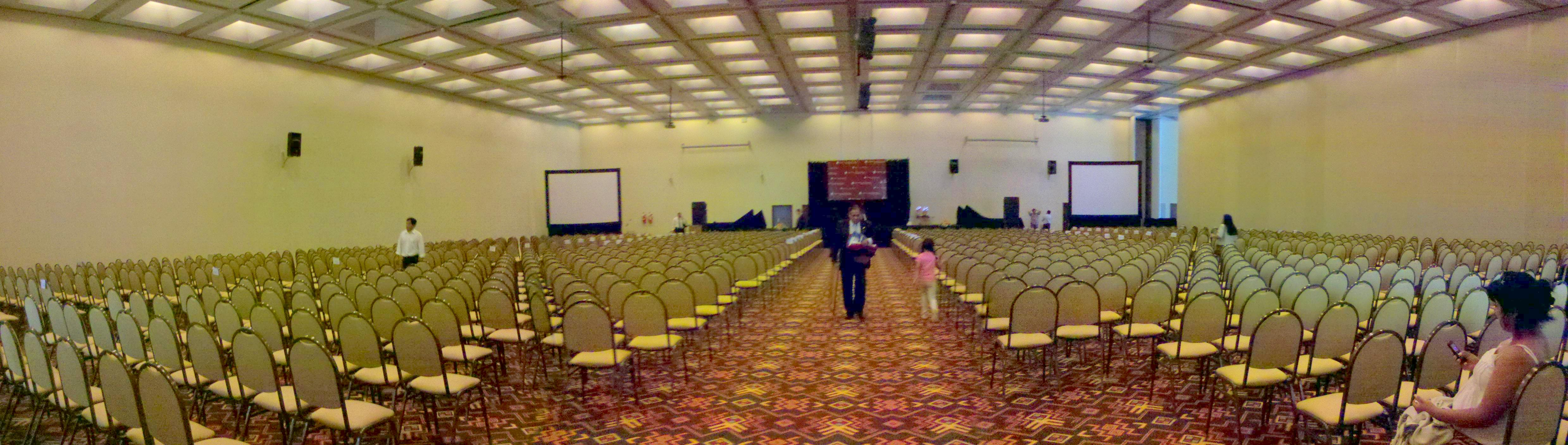
Centro de Convenções de Salta, na Argentina.